# اچ‌ام‌اس بکس (۱۸۰۶)
اچ‌ام‌اس بکس (۱۸۰۶) (به انگلیسی: HMS Bacchus (1806)) یک کشتی بود که طول آن ۶۸ فوت ۲ اینچ (۲۰٫۸ متر) بود. این کشتی در سال ۱۸۰۶ ساخته شد.